# غزو برشلونة
غزو برشلونة هي واحدة من الحملات الإسلامية ضد الأراضي المسيحية بقيادة المنصور بن أبي عامر، وقد وقعت بنهاية القرن 10.

## خلفية
في بداية الفتح الإسلامي لشبه الجزيرة الإيبيرية كانت كونتية برشلونة تحظى بدعم من مملكة فرنسا أو الإمبراطورية البيزنطية، ولم تتمكن الخلافة الأموية من التوغل فيها. ولكن في عهد الحاجب المنصور قرر الهجوم عليها لأنه كان متيقنا أن لوثير ملك فرنسا كان مشغولا في معارك أخرى.
كان الهجوم الأول ضد الكونتية عام 978، عند عودته من رحلته الاستكشافية من مملكة نافارا، وهاجم فيها الفارو وبنبلونة، وهاجم قلعة دالية. وفي عام 982 قاد حملة جديدة ضد كاتالونيا حيث غزا قلعة المنارة، وفي العودة مر بجرندة وغزا أودينا، والرحلة الجديدة كانت عام 984، عند عودته من سيبولفيدا مرورا بأراضي برشلونة.
في 5 مايو 985 غادر المنصور قرطبة وذهب إلى مرسية للتزود بلوازم الرحلة الاستكشافية، مرورا بساحل البحر الأبيض المتوسط، وجمع الفرسان من بلنسية وطرطوشة، ثم توجه إلى غاسبار فيليو مونفورت، ثم عاد إلى طليطلة، ومر على سرقسطة ولاردة.